# Zdzisław Kaczmarczyk
Zdzisław Antoni Kaczmarczyk (ur. 19 sierpnia 1911 w Krakowie, zm. 9 sierpnia 1980 w Poznaniu) – polski prawnik, historyk, niemcoznawca, zaangażowany w procesy polonizacji i zagospodarowywania Ziem Północnych i Zachodnich, dyrektor Instytutu Zachodniego w Poznaniu w latach 1964–1965, prezes Poznańskiego Towarzystwa Przyjaciół Nauk w latach 1975–1980, poseł na Sejm PRL III kadencji.

## Życiorys
Syn Kazimierza (dyrektora Archiwum Państwowego w Poznaniu) i Władysławy z domu Nicolai. Ukończył gimnazjum w Poznaniu (1929). Następnie studiował prawo na Uniwersytecie Poznańskim. W 1933 otrzymał dyplom magistra praw. Rozpoczął pracę jako asystent w Katedrze Historii Ustroju Polski UP i w 1936 otrzymał stopień doktora. W 1938 ożenił się z Marią Tensiorowską (geograf i nauczycielką), z którą miał córkę Elżbietę. Do 1939 awansował na starszego asystenta.
Podczas II wojny światowej habilitował się w Warszawie na Uniwersytecie Ziem Zachodnich (1944). Brał udział w tajnym nauczaniu.
Po wojnie, w 1946, został mianowany profesorem nadzwyczajnym, następnie w 1957 – zwyczajnym.
Sprawował kierownicze funkcje w Poznańskim Towarzystwem Przyjaciół Nauk (w latach 1975–1980), Polskim Towarzystwie Historycznym, Instytucie Zachodnim (jako jeden z założycieli, sekretarz w latach 1946–1958, a w latach 1964–1965 dyrektor), Klubie Demokratycznej Profesury. Od 1954 był redaktorem naczelnym Studiów i Materiałów do Dziejów Wielkopolski i Pomorza. W latach 1961–1965 pełnił mandat posła na Sejm PRL z ramienia Polskiej Zjednoczonej Partii Robotniczej z okręgu Poznań.
Do grona jego uczniów należał m.in. Edwin Rozenkranz, późniejszy profesor Uniwersytetu Gdańskiego.
Został pochowany na Cmentarzu Junikowo w Poznaniu.

## Publikacje
- Kolonizacja niemiecka na Wschód od Odry, 1949[5].
- Polska czasów Kazimierza Wielkiego, Kraków: Uniwersytet Jagielloński, 1964.
- Miasta Dalmatyńskie do początku XV wieku, Poznań: Polska Akademia Nauk, 1976.

## Odznaczenia i nagrody
- 1954 – Złoty Krzyż Zasługi[6]
- 1955 – Medal 10-lecia Polski Ludowej[7]
- 1959 – Medal Komisji Edukacji Narodowej
- 1960 – Krzyż Kawalerski Orderu Odrodzenia Polski
- 1960 – Odznaka Honorowa Miasta Poznania
- 1961 – Lubuska Nagroda Kulturalna
- 1962 – Odznaka Grunwaldzka
- 1963 – Odznaka 1000-lecia Państwa Polskiego
- 1964 – odznaka honorowa „Za Zasługi w Rozwoju Województwa Poznańskiego”
- 1966 – Nagroda Indywidualna I stopnia
- 1973 – Nagroda Ministra Nauki, Szkolnictwa Wyższego i Techniki
- 1974 – Medal Uniwersytetu w Liège
- 1976 – Odznaka tytułu honorowego „Zasłużony Nauczyciel Polskiej Rzeczypospolitej Ludowej”
- 1977 – Nagroda Indywidualna I stopnia
- 1977 lub 1978[8] – Krzyż Komandorski Orderu Odrodzenia Polski